# Izumi (Osaka)
Izumi (和泉市 Izumi-shi?) es una ciudad situada en la Prefectura de Osaka, Japón.
En el año 2015 la ciudad tenía una población estimada de 185.410 personas y una densidad de población de 2.180 personas por km². El área total de la ciudad es de 22.09 km².

## Historia
Izumi era el Kokufu (国府) (capital histórica) de la antigua Provincia de Izumi. Alberga un Sōja (総社) Kokubun-ji (国分寺), un santuario sintoísta que reúne a todas las deídades de los alrededores. En el Periodo Edo era parte del dominio feudal de Hakata, tiene un Jinja con ese motivo.
La ciudad de Izumi se funda el 1 de septiembre de 1956. El 23 de septiembre de ese mismo año se celebran las primeras elecciones, Yokota Iso Osamu fue elegido primer alcalde. El 16 de noviembre de 1956 comienza a editarse la publicación local de Izumi que se reparte a sus vecinos mensualmente.
El 25 de enero de 1957 se promulgó el emblema de la ciudad. El 14 de abril de ese mismo año se realiza el primer festival del cerezo en flor o sakura en la montaña de Makio (Makiosan 槇尾).
Desde la restauración Meiji la ciudad ha tenido varias etapas en su creación. El 1 de abril de 1889 se aplica el nuevo sistema de pueblos y ciudades. En 1960 se incorporan Senboku y Yasaka conformando los límites actuales de la ciudad.
El 1 de septiembre de 2006 Izumi celebró su 50 aniversario, el 3 de septiembre se descubrió el lema conmemorativo: "Sueño con abrir Izumi aprovechando su 50 aniversario" (50年 活かして拓く ゆめ和泉)
La ciudad es conocida por su producción de coles y sus dulces similares a Vidalia. La sala de conciertos de Izumi tiene un carácter internacional.

## Turismo
- El Templo Sefuku-ji un templo de la Peregrinación Saigoku.
- Lugar del Ikegami-Sone (池上曽根遺跡)[3]
- Templo Kouhou-ji
- Musée Préfectoral de la culture Yayoi (大阪府立弥生文化博物館)[4]
- Kofun de Izumikoganezuka (和泉黄金塚古墳)
- Festival Izumi-Danjiri Matsuri

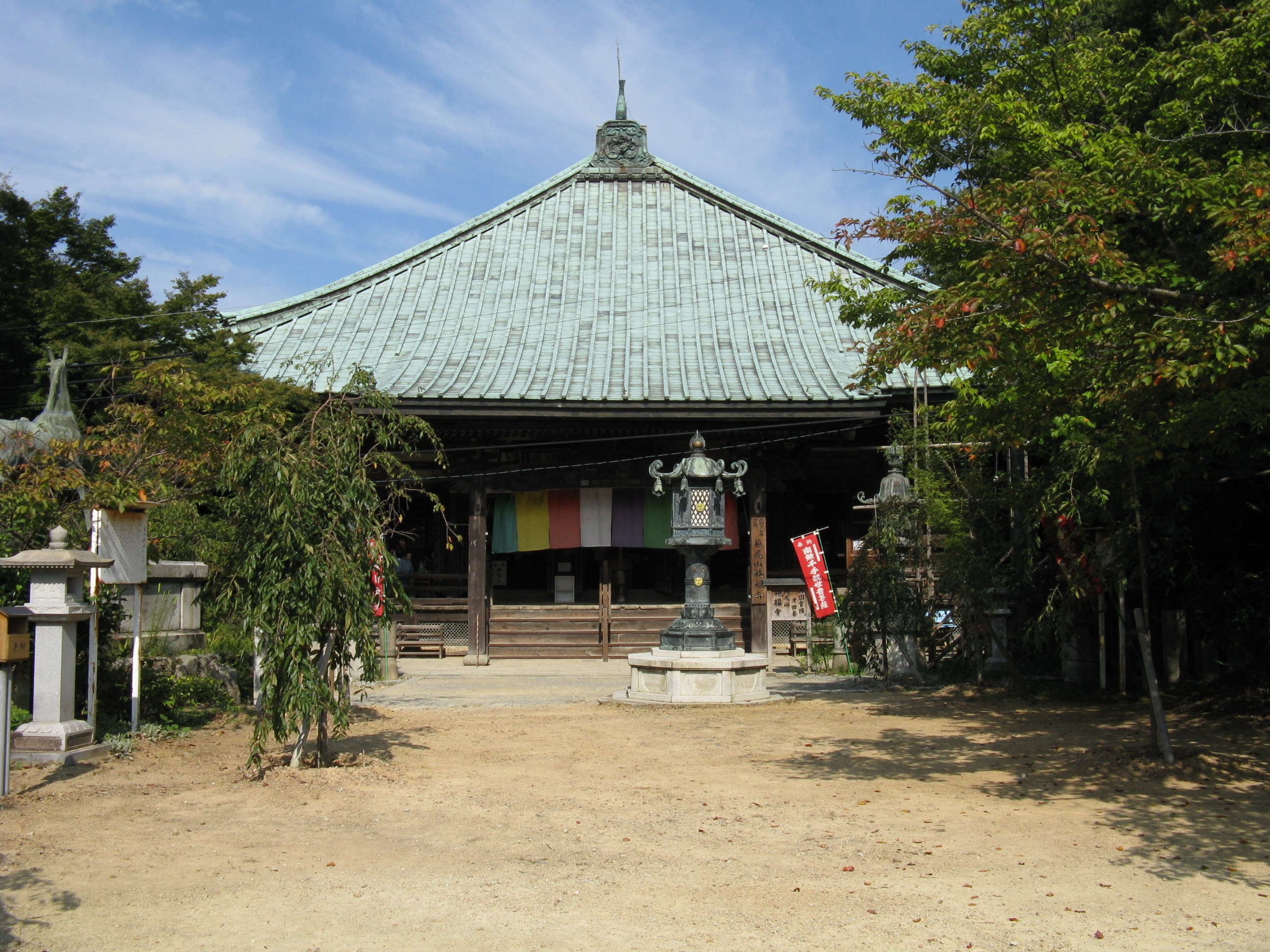
Sefuku-ji.
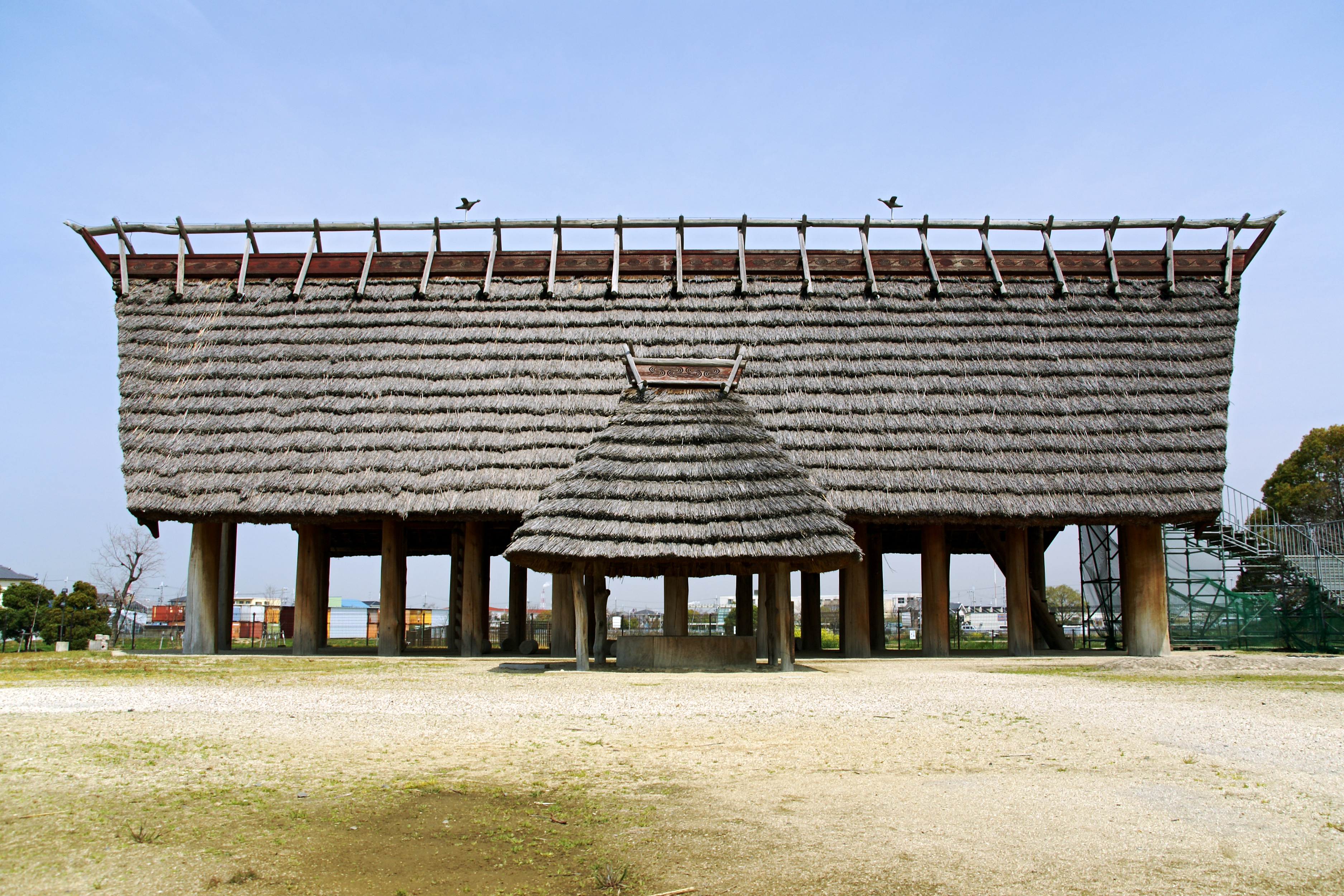
Ruinas de Ikegami-sone.
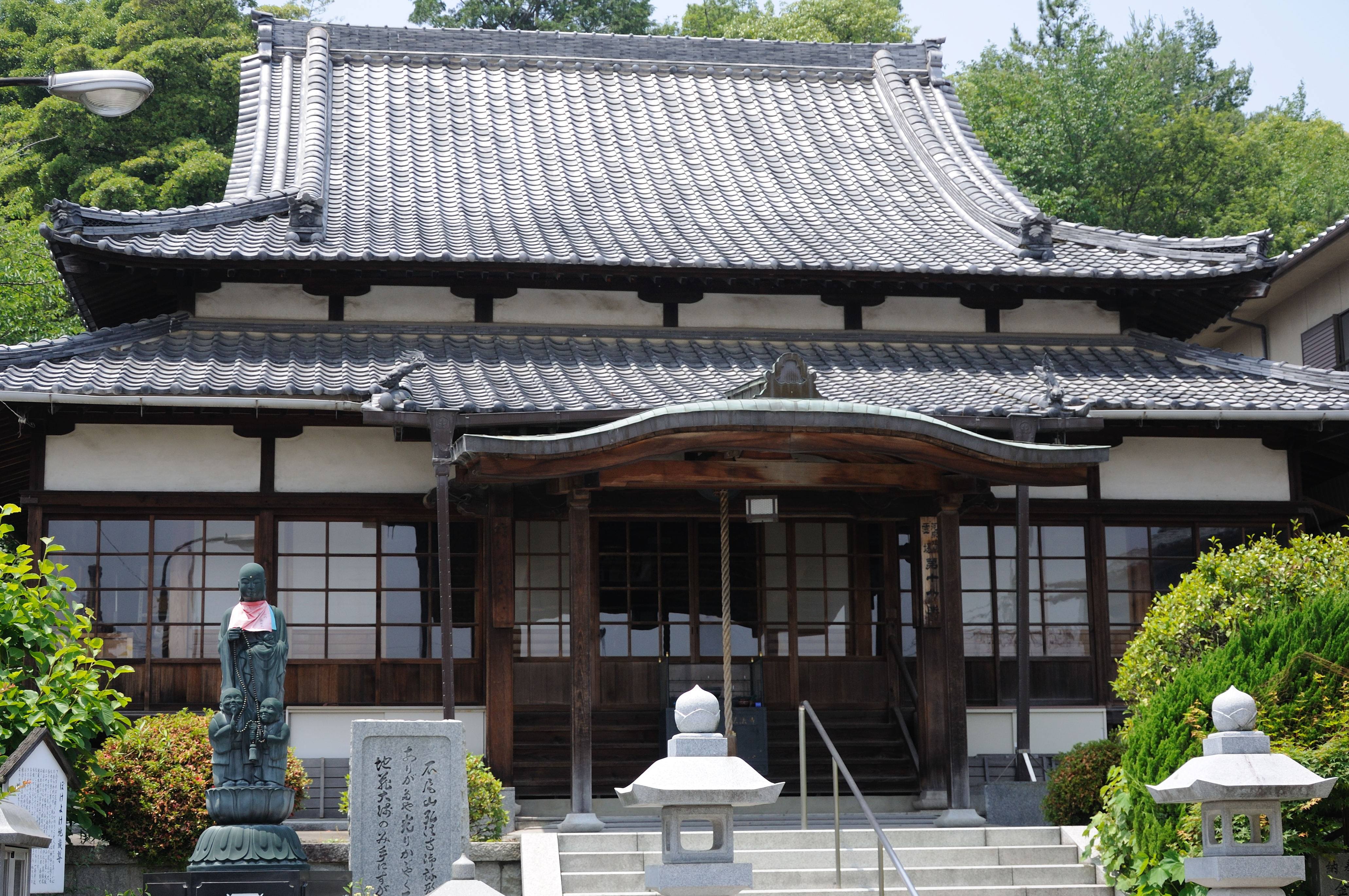
Templo Kouhou-ji.
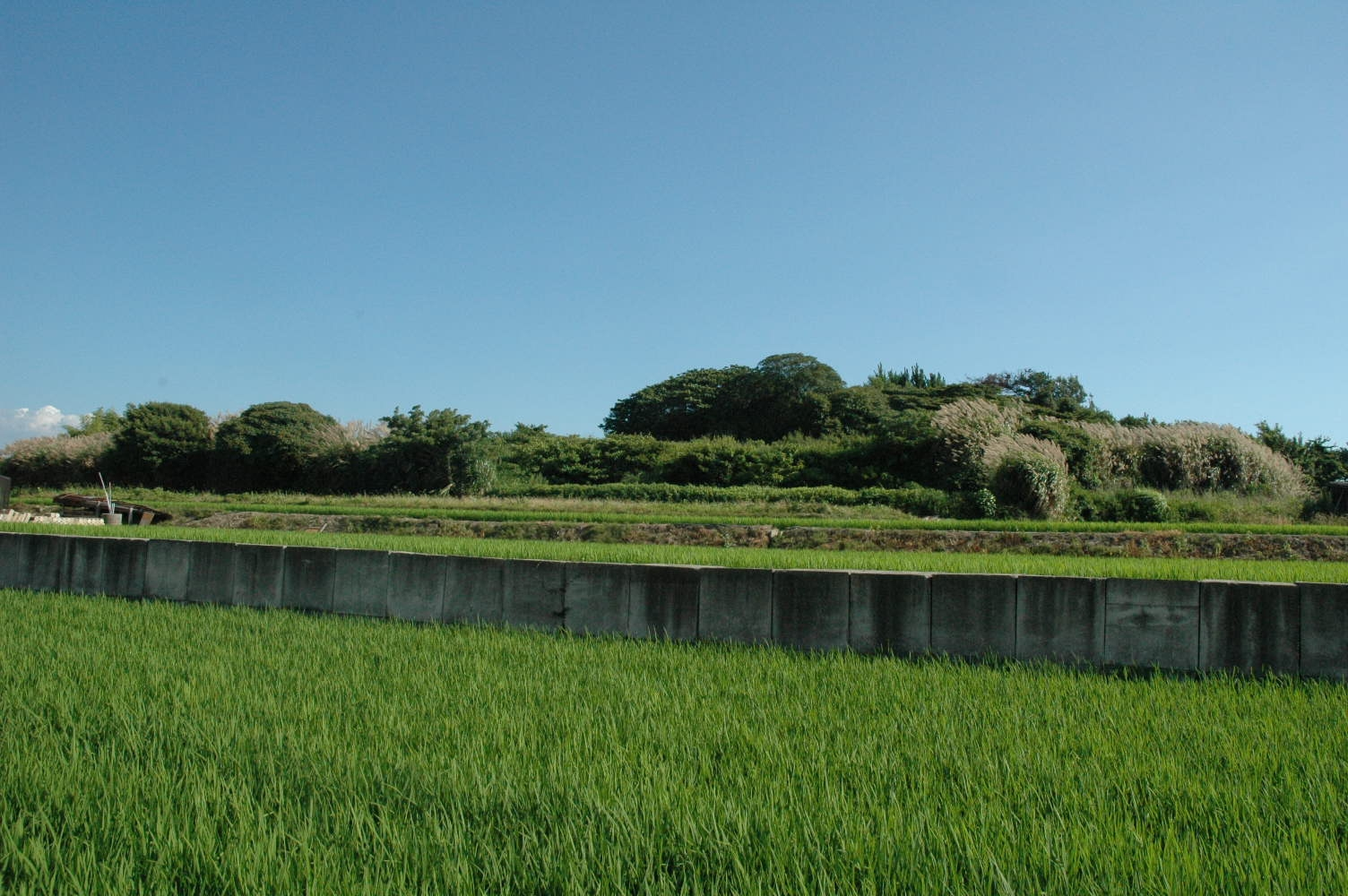
Kofun de Izumikoganeduka.
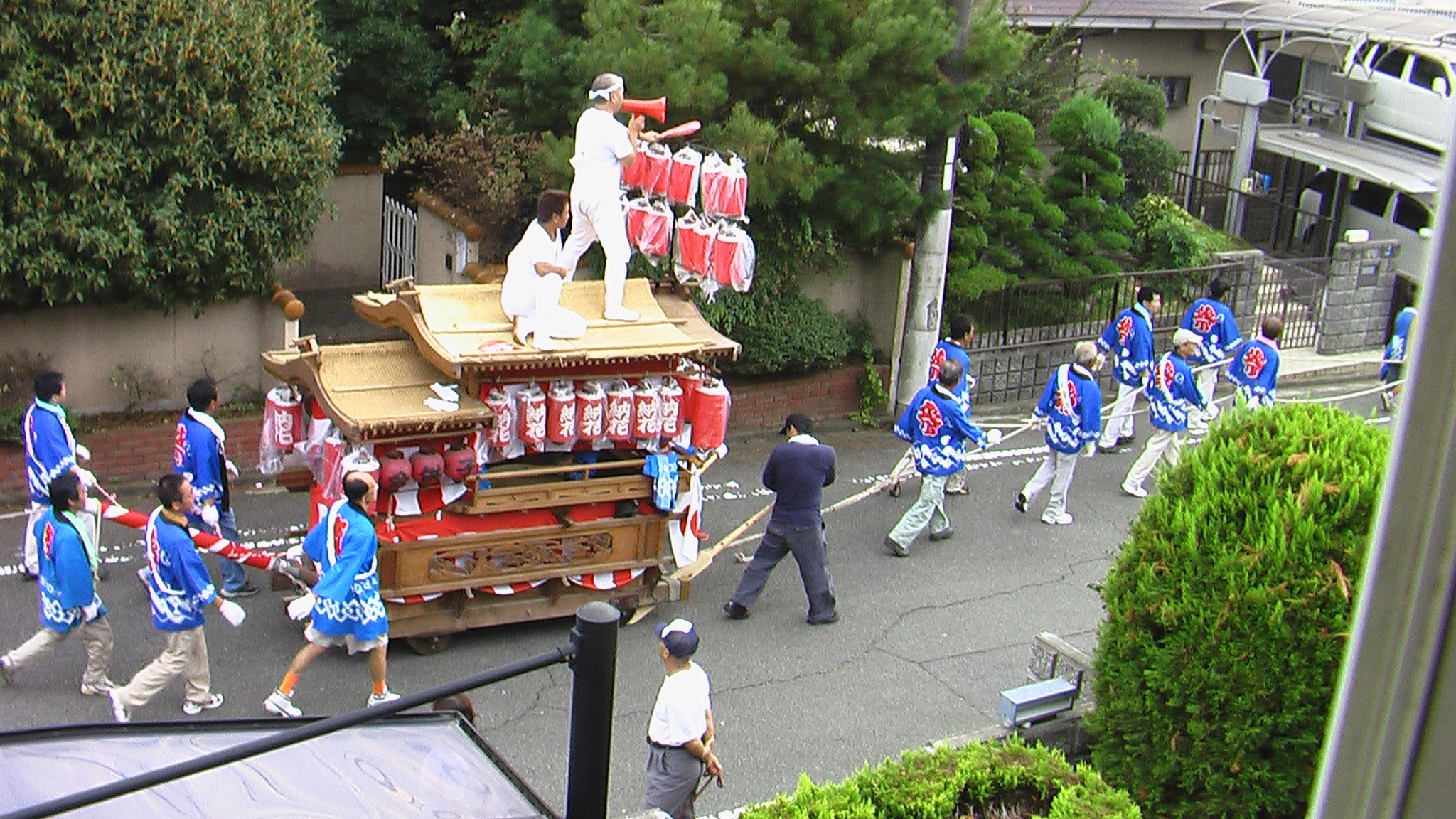
Festival Izumi-Danjiri Matsuri.

## Educación
Universidad Momoyama Gakuin, campus de Izumi.

## Ciudades hermanadas
- Katsuragi, Distrito de Ito, Prefectura de Wakayama[6] (22 de junio de 1988) Acuerdo de ciudad de amistad.
- Nantong, Provincia de Jiangsu, China (24 de abril de 1993) Relación de amistad entre la industria textil de las ciudades.
- Bloomington, Minnesota, Estados Unidos[7] (11 de abril de 1993) Hermanas.

## Municipios colindantes
- Prefectura de Osaka
  - Izumiotsu
  - Kishiwada
  - Sakai
  - Kawachinagano
  - Takaishi
  - Tadaoka
- Prefectura de Wakayama
  - Katsuragi

## Transporte
- Metro
  - JR Línea Hanwa
- La estación de Izumi Chuo es la última estación de la línea de monorail Semboku Kousoku.
- Carreteras:
  - Autopista Hanwa
  - Carreteras nacionales Ruta 26, Ruta 170, Ruta 400